# Tetjana Kit
Tetjana Orestivna Kit (in ucraino Тетяна Орестівна Кіт?; Leopoli, 1º settembre 1994) è una lottatrice ucraina, specializzata nella lotta libera.

## Palmarès
- Mondiali

Las Vegas 2015: bronzo nei 55 kg.
- Europei

Riga 2016: argento nei 55 kg.
Bucarest 2019: argento nei 57 kg.